# いずみさのコミュニティバス
いずみさのコミュニティバスは、大阪府泉佐野市が運行しているコミュニティバスである。本項では、同じく泉佐野市が運行する「いずみさの観光周遊バス」、泉佐野市と泉南郡田尻町を巡回する「いずみさの・たじりコミュニティバス」についても記述する。
いずれも、南海ウイングバス本社営業所が運行を担当している。

## 沿革
- 1997年10月：市内の公共施設を結ぶコミュニティバスを運行開始。コースは1つで運賃は無料[2]。
- 2001年7月1日：北回り、中回り、南回りの3コースで運行を開始。同時に南海ウイングバス南部の東佐野線、一丘団地線、上之郷線が休止された[3]。運賃は大人100円。
- 2005年度：運賃を大人150円に値上げ。
- 2005年6月1日：日曜・祝日の運行を取りやめる[4]。また、北回りに「若宮町」、南回りに「新道出」「西上」停留所を新設。
- 2010年7月1日：ノンステップバス（日野・ポンチョ）を導入[5]。
- 2012年4月：北回りに「泉佐野駅西口前」停留所を新設。
- 2015年10月1日：運賃が無料となる[4]。また南回りに「泉佐野丘陵緑地パークセンター」停留所を新設。
- 2015年12月6日：日曜・祝日に「いずみさの観光周遊バス」の運行を開始。
- 2017年10月2日：社会福祉センターの移転に伴い、中回り、南回りが「社会福祉センター」（旧：保健センター）停留所に乗り入れ、中回りに「葵町南」停留所を新設、一部停留所の名称を変更[6]。
- 2019年5月13日：「いずみさの・たじりコミュニティバス」の運行を開始。
- 2024年4月1日：いずみさの・たじりコミュニティバスに「吉見ノ里駅前」と「りんくう合同宿舎前」停留所を新設し、「吉見ノ里駅上」停留所を廃止[7]。

## いずみさのコミュニティバス

### 運行形態
- 運賃はかつては有料（大人150円）だったが、2015年10月1日より無料になった[8]。
- 基本的に月 - 土曜日の運行。日・祝休日、年末年始（12月29日 - 1月3日）と秋の祭礼の日は運休する。
- 運行本数は各コース平日8便、土曜日4便。
- 運行時間帯は各コースの経路の長さにより異なるが、平日の運行開始が午前6・7時台、運行終了が午後6・7時台、土曜日の運行開始が午前9時台、運行終了が午後4時台である。

### 路線
北回り、中回り、南回りの3コースがある。全てのコースが泉佐野駅前を起終点とし、泉佐野市役所前、りんくう総合医療センター、社会福祉センターを経由する（以下、これら4つの停留所と「泉佐野駅西口」停留所は太字で表記する）。また、各路線とも南海ウイングバス南部の廃止路線（東佐野線：泉佐野駅前 - 泉ヶ丘住宅前、一丘団地線：泉佐野駅前 - 一丘団地、上之郷線：泉佐野駅前 - 羽倉崎駅前 - 南久ノ木）の一部区間を継承している。
なお、南回りは土曜日のみ泉佐野丘陵緑地パークセンターに停車する。
- 北回り
泉佐野駅前→泉佐野市役所前→社会福祉センター→佐野台→東佐野駅前→鶴原駅筋→井原の里駅筋→泉佐野駅西口前→りんくう総合医療センター→泉佐野駅前
- 中回り
泉佐野駅前→泉佐野保健所→井原の里駅筋→りんくう総合医療センター→羽倉崎駅前→日根野駅筋→社会福祉センター→泉佐野市役所前→健康増進センター→泉佐野駅前
- 南回り
泉佐野駅前→泉佐野市役所前→社会福祉センター→日根野駅前→泉佐野丘陵緑地パークセンター（※土曜日のみ停車）→長滝駅前→蟻通神社前→明治大橋→健康増進センター→羽倉崎駅前→りんくう総合医療センター→泉佐野駅前

#### 鉄道との接続
- 泉佐野駅（南海本線）　北回り、中回り、南回り
- 羽倉崎駅（南海本線）　中回り、南回り
- 日根野駅、長滝駅（阪和線）　南回り
- 東佐野駅（阪和線）　北回り

## いずみさの観光周遊バス
2015年12月6日より、日曜日・祝日限定で運行されている観光周遊バスである。ただし、年末年始（12月29日 - 1月3日）と秋の祭礼（だんじり祭り）の日は運休する。
運賃は、いずみさのコミュニティバスと同じく無料である。

### 路線
泉佐野駅前を起点に、時計回りのAコースと反時計回りのBコースがあり、Aコースは日根野方面を先に回り、Bコースはりんくうタウン方面を先に回る。一部の停留所は片方のコースにのみ存在する。
- Aコース
  - 泉佐野駅前→総合文化センター→こーたり〜な→日根野駅前→泉佐野丘陵緑地パークセンター→蟻通神社前→安松（イズミヤ前）→羽倉崎駅前→ワシントンホテル→青空市場→井原の里駅筋→泉佐野駅前
- Bコース
  - 泉佐野駅前→いこらも～る泉佐野→青空市場→ワシントンホテル→羽倉崎駅前→安松（イズミヤ前）→蟻通神社前→泉佐野丘陵緑地パークセンター→日根野駅前→こーたり〜な→総合文化センター→泉佐野駅前

## いずみさの・たじりコミュニティバス
2019年5月13日より運行を開始した、泉佐野市と田尻町を巡回するコミュニティバスである。田尻町側の愛称は「たじりっちバス」。運賃・運行曜日・時間帯・本数などはいずみさのコミュニティバスに準じる。

### 路線
括弧内は平日の第1便は経由しない。
泉佐野駅前→りんくう総合医療センター→ふれ愛センター前→吉見ノ里駅前→嘉祥寺→（ふれ愛センター前→田尻町役場前→嘉祥寺→）羽倉崎駅前→健康増進センター→りんくう総合医療センター→泉佐野駅前

## 車両

### 現行車両
- いずれも、小型ノンステップバスの日野・ポンチョを使用する。
  - いずみさのコミュニティバス・いずみさの観光周遊バスには、黄色をベースにりんくうゲートタワービル等の名所が描かれている。
  - いずみさの・たじりコミュニティバスは、上部はオレンジ、下部はピンクをベースとし、両市町の名所の上に泉佐野市のキャラクター「イヌナキン」と田尻町のキャラクター「たじりっち」が描かれている。

### 過去の車両
- 日野・リエッセ（いずみさのコミュニティバス）